# Scuola di San Giorgio degli Schiavoni
La  Scuola di San Giorgio degli Schiavoni est une scuola importante de Venise, située dans le sestiere de Castello. 
Appelée aussi Scuola Dalmata di San Giorgio e Trifone (Scuola des Dalmates), elle a été fondée en 1451 par des statuts et règles approuvés par un décret du Conseil des Dix. 

## Historique
Confrérie fondée en 1451 par des marins originaires des bouches de Kotor. Cette schola nathional avait pour but de venir en aide à des dalmatiens (S'ciavoni) nécessiteux vivant à Venise et fut mise sous la protection de deux saints issus de leur cru.

En 1502, la schola reçoit les reliques de Saint-Georges des mains de Paolo Valaresso, capitaine de Coron et Modon.

Il s'agit d'une des rares Scuole qui ne furent pas fermées par Napoléon Ier en 1806.

## Description

### Extérieur

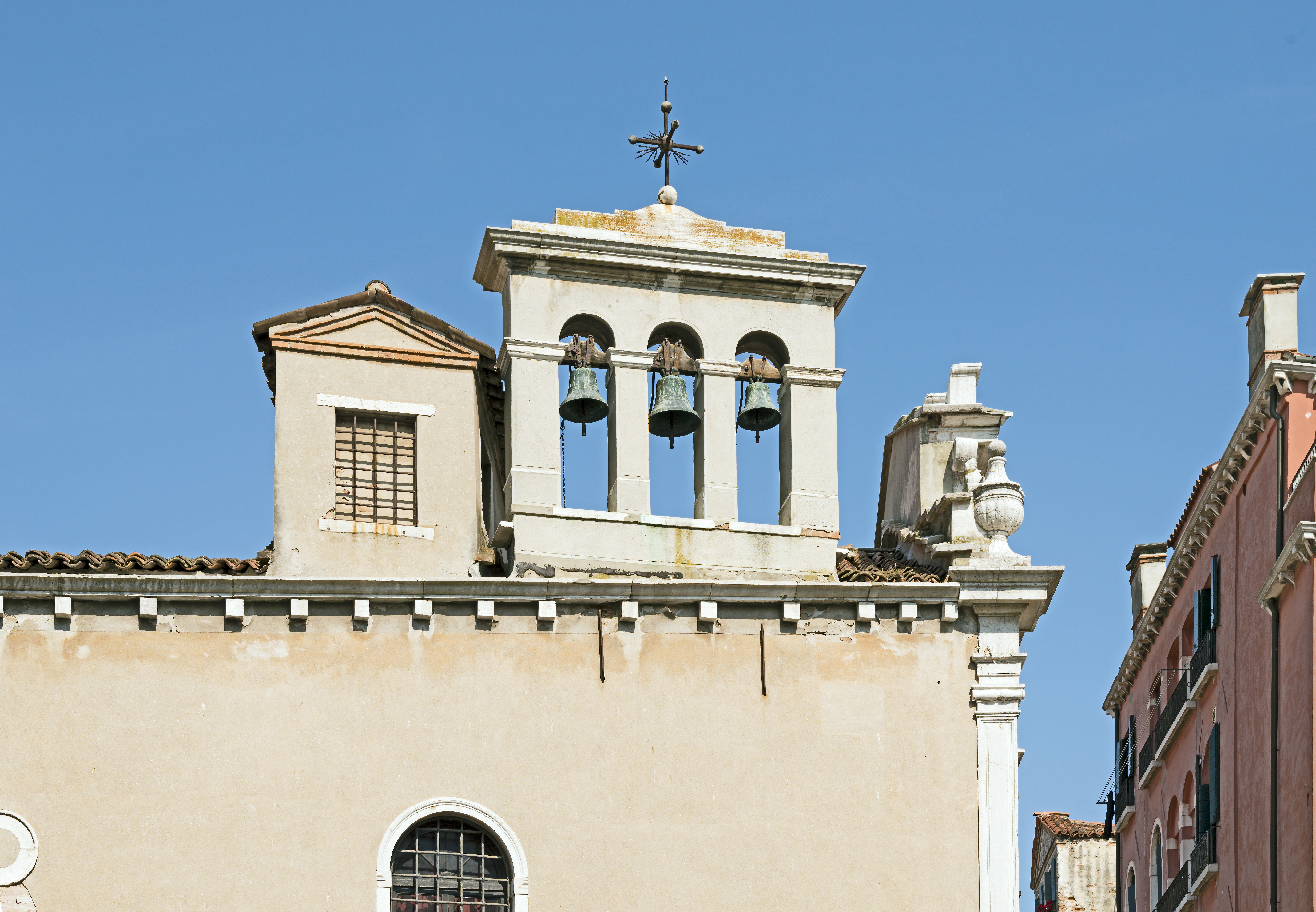
Le clocher-mur de l'église
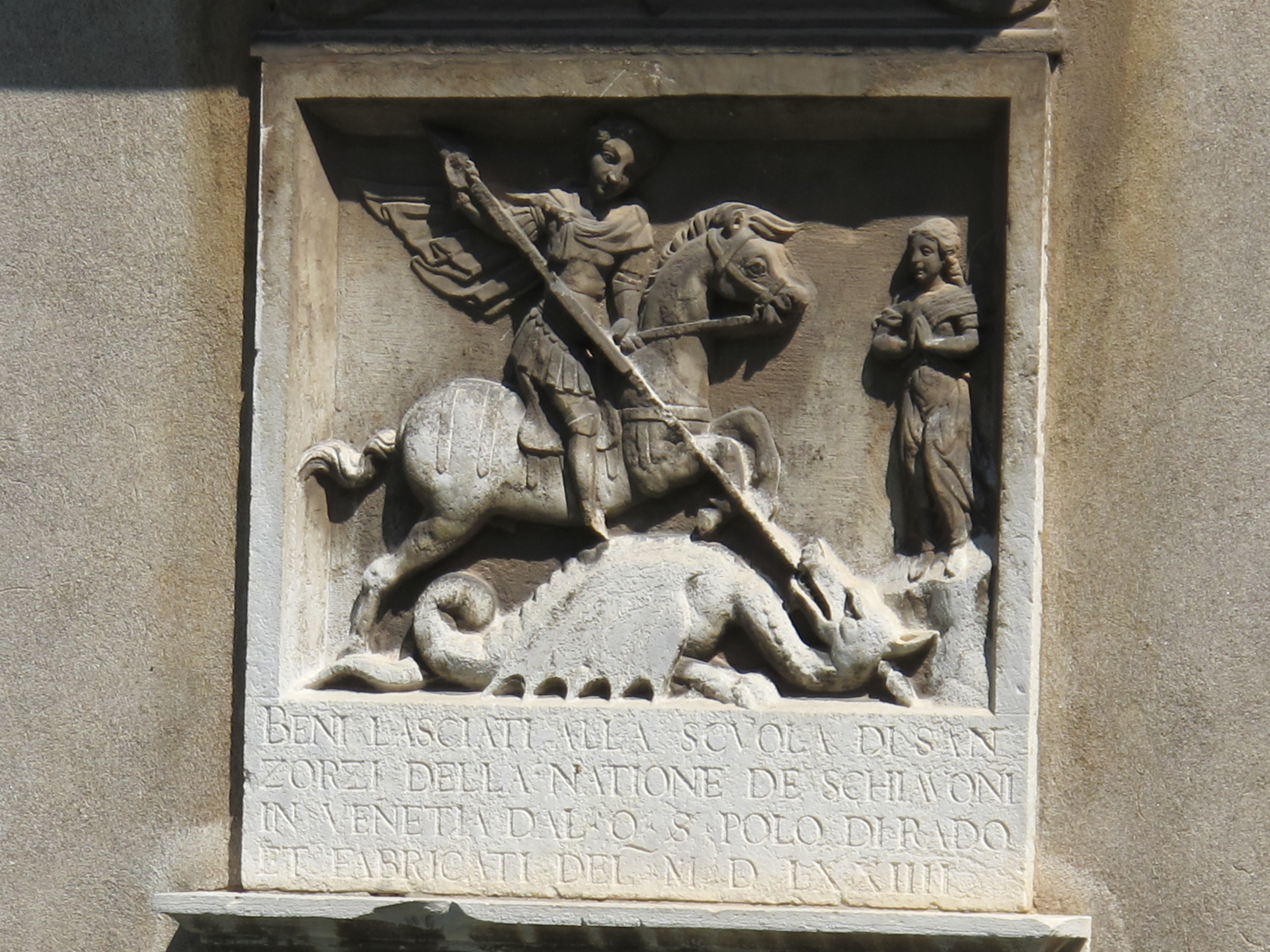
Bas-relief sur la façade
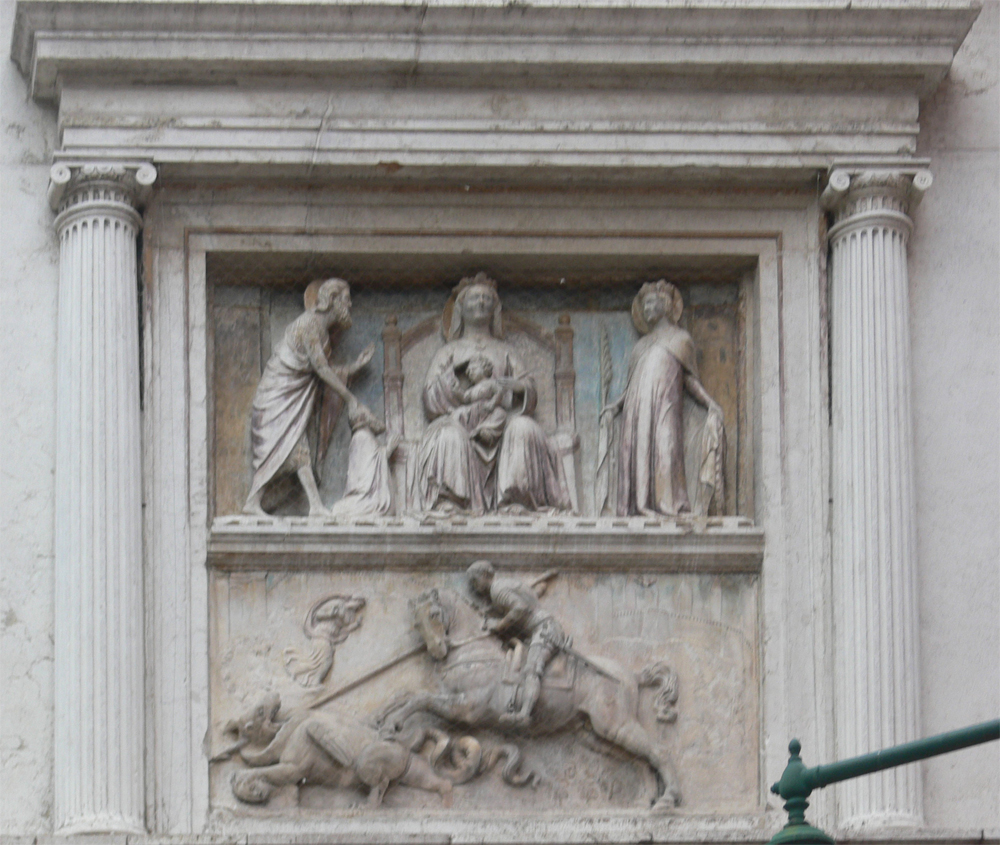

### Intérieur

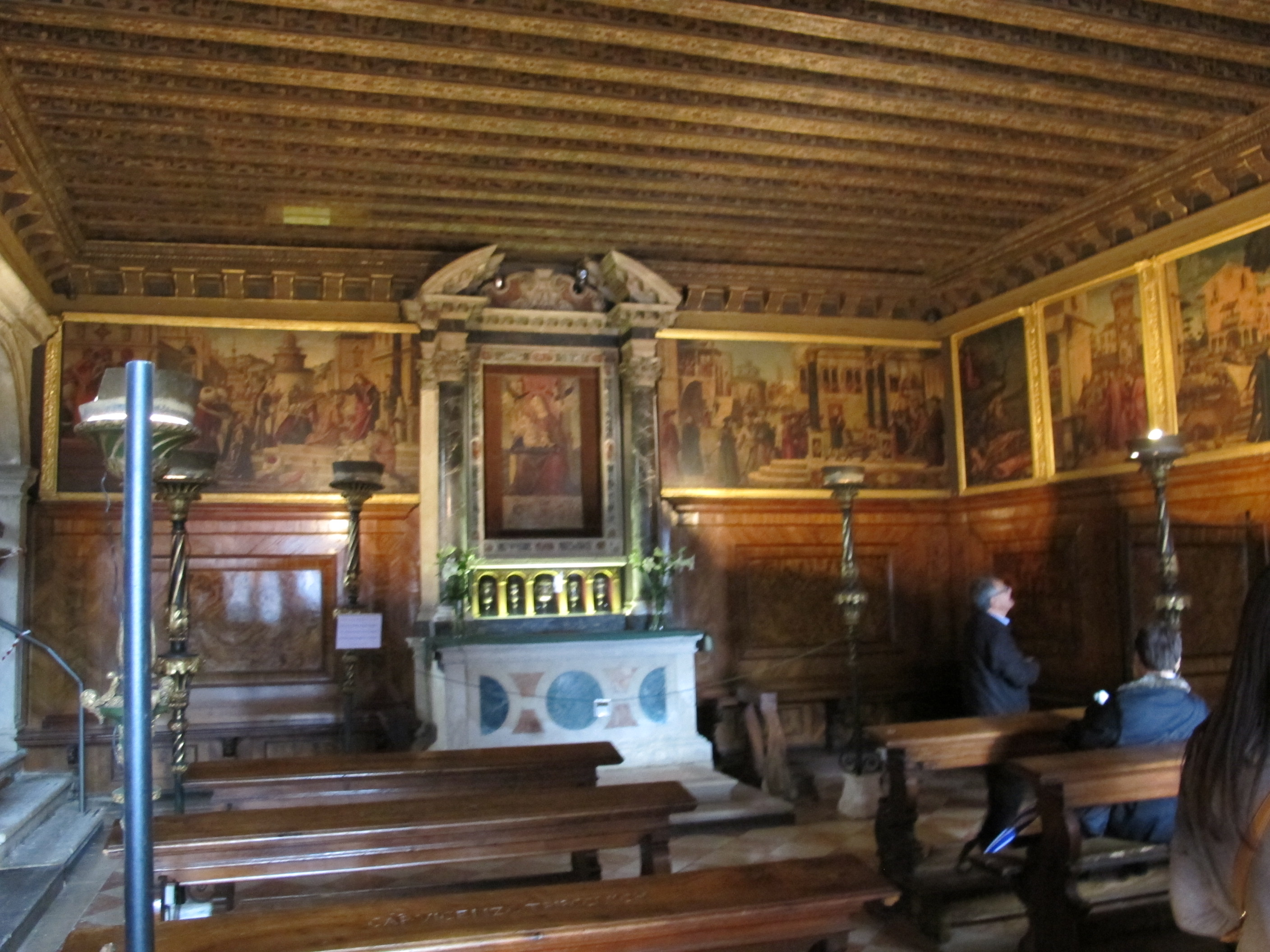
Vu de l'Autel et des collections
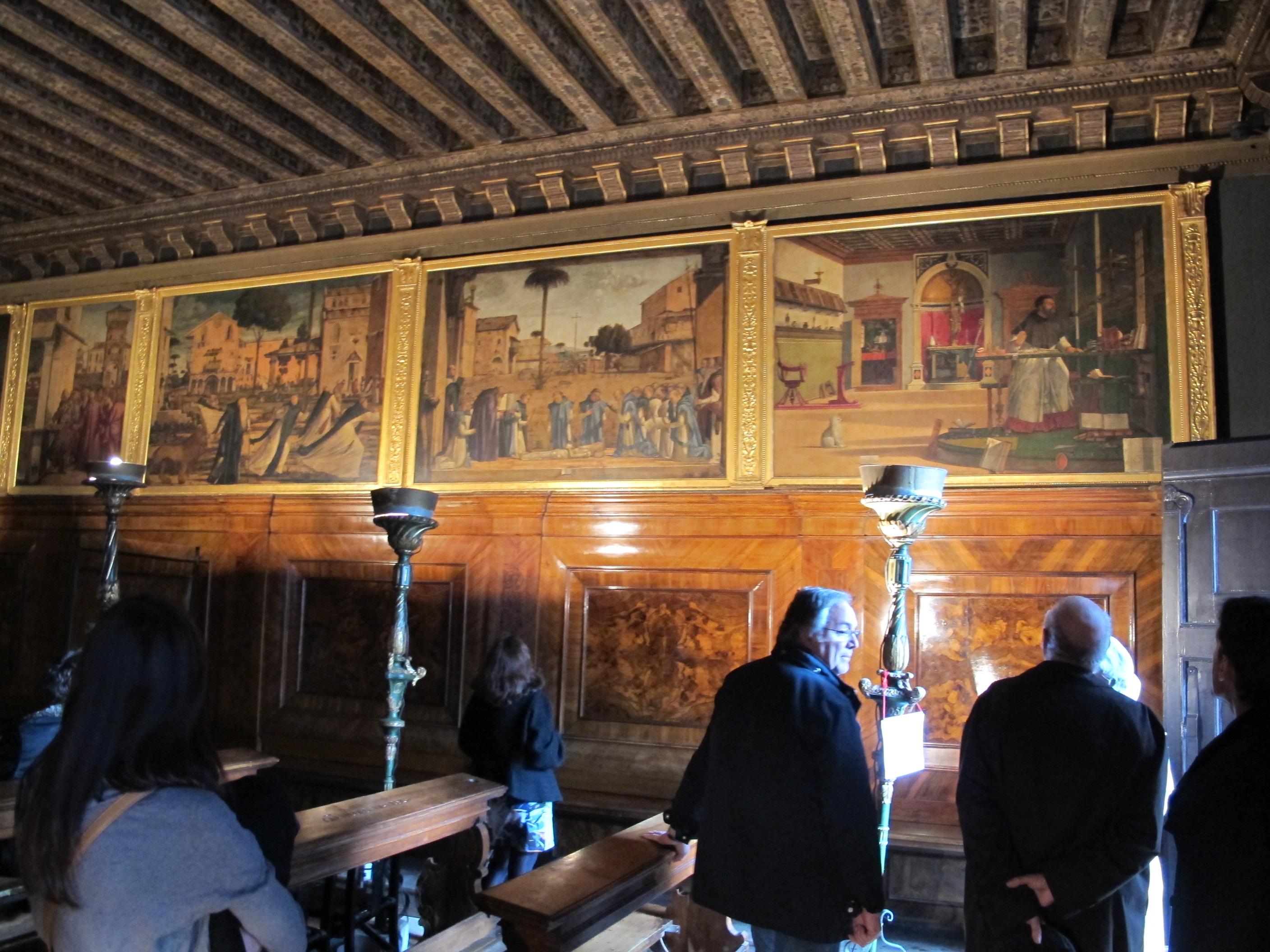

### Œuvres
Elle abrite, au rez-de-chaussée, de nombreuses toiles du Carpaccio, dont le fameux cycle de saint Georges, saint Tryphon et saint Jérôme qu'il mit cinq ans à réaliser : 
- Saint Georges et le Dragon,
- Triomphe de saint Georges,
- Saint Georges baptisant les Silénites[2],
- Miracle de saint Tryphon,
- La Prière au Jardin des Oliviers,
- La Vocation de saint Matthieu,
- Saint Jérôme conduisant au monastère le lion blessé,
- Les Funérailles de saint Jérôme,
- Saint Jérôme dans son cabinet de travail (également appelé La Vision de saint Augustin).

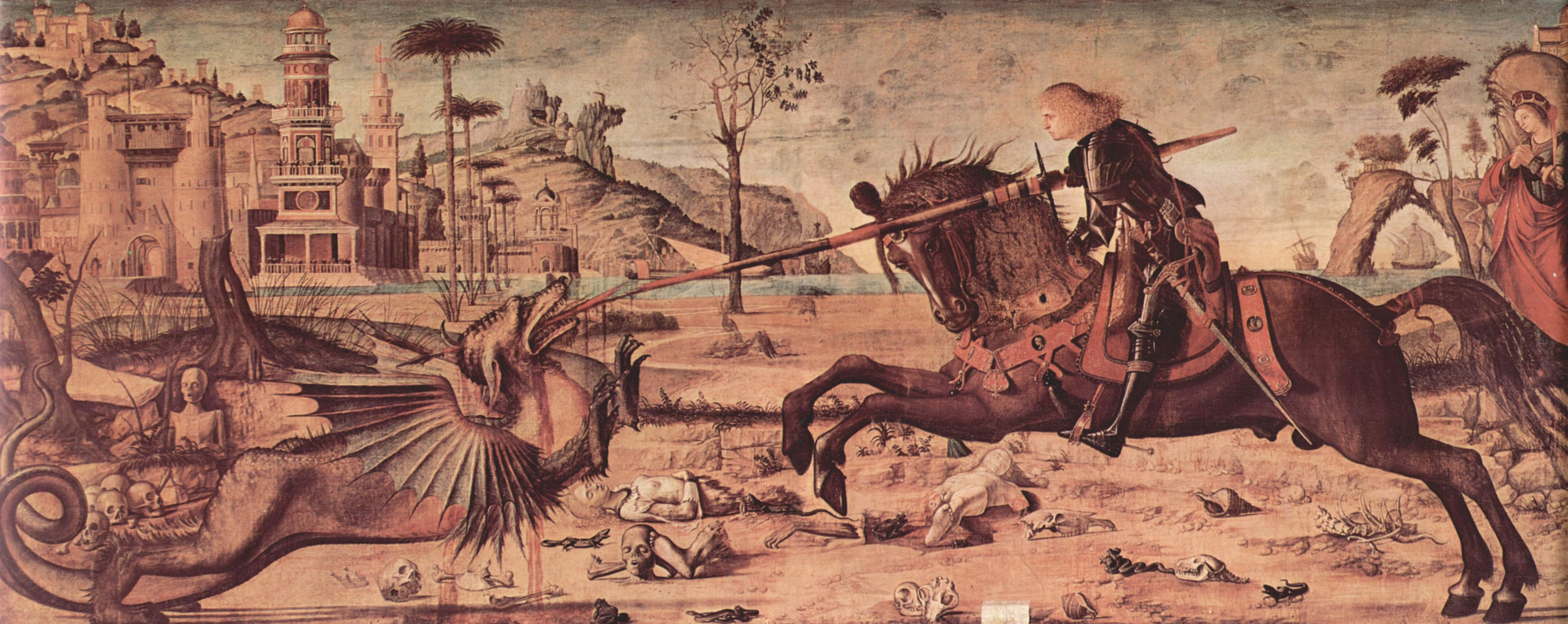
Saint Georges et le Dragon
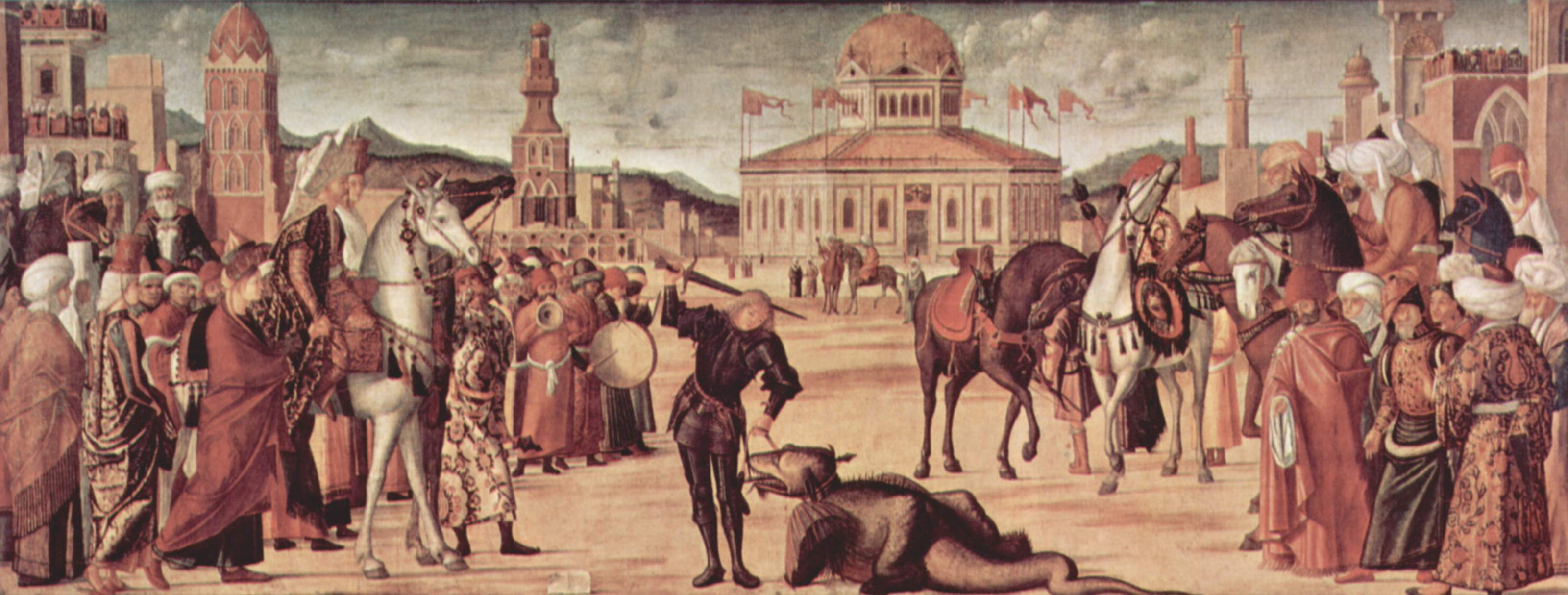
Triomphe de saint Georges
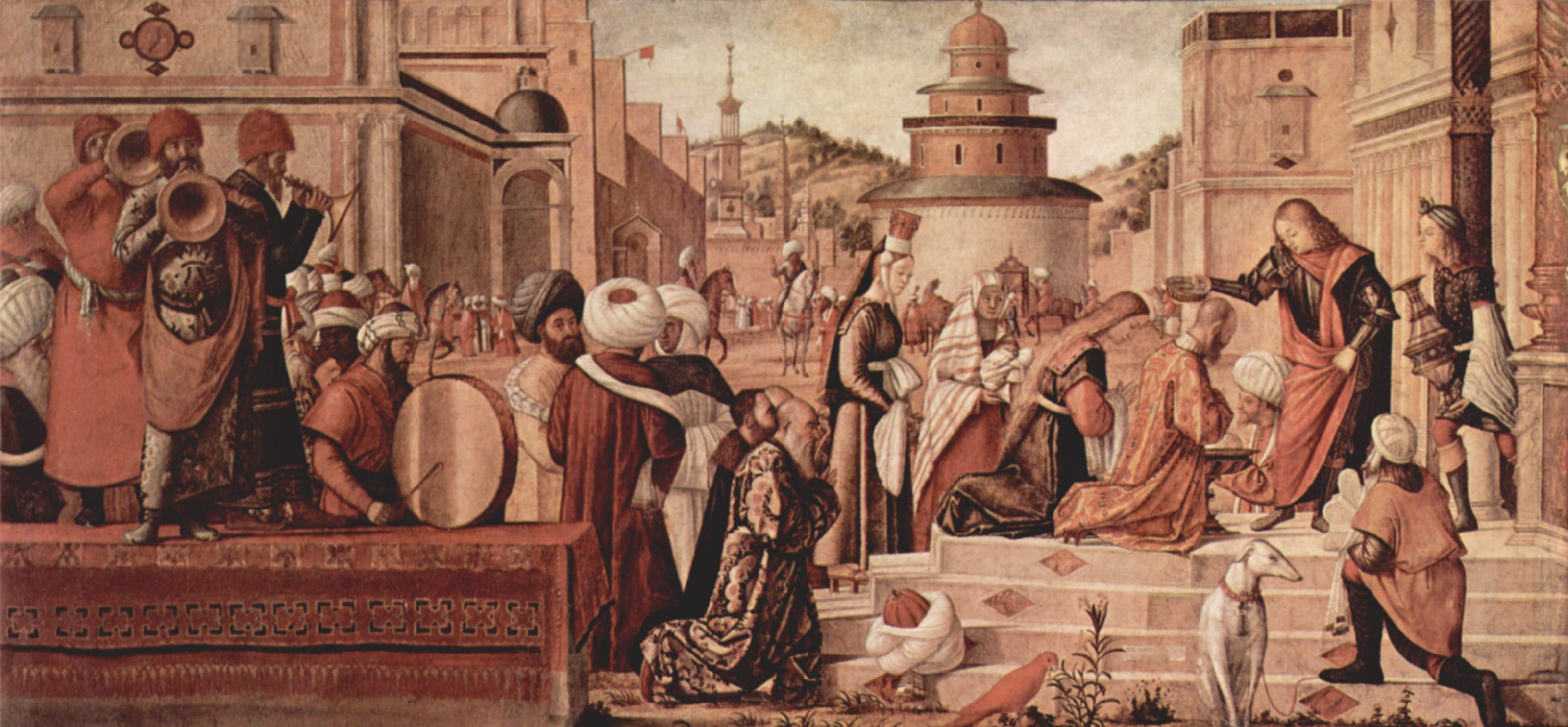
Saint Georges baptisant les Silénites
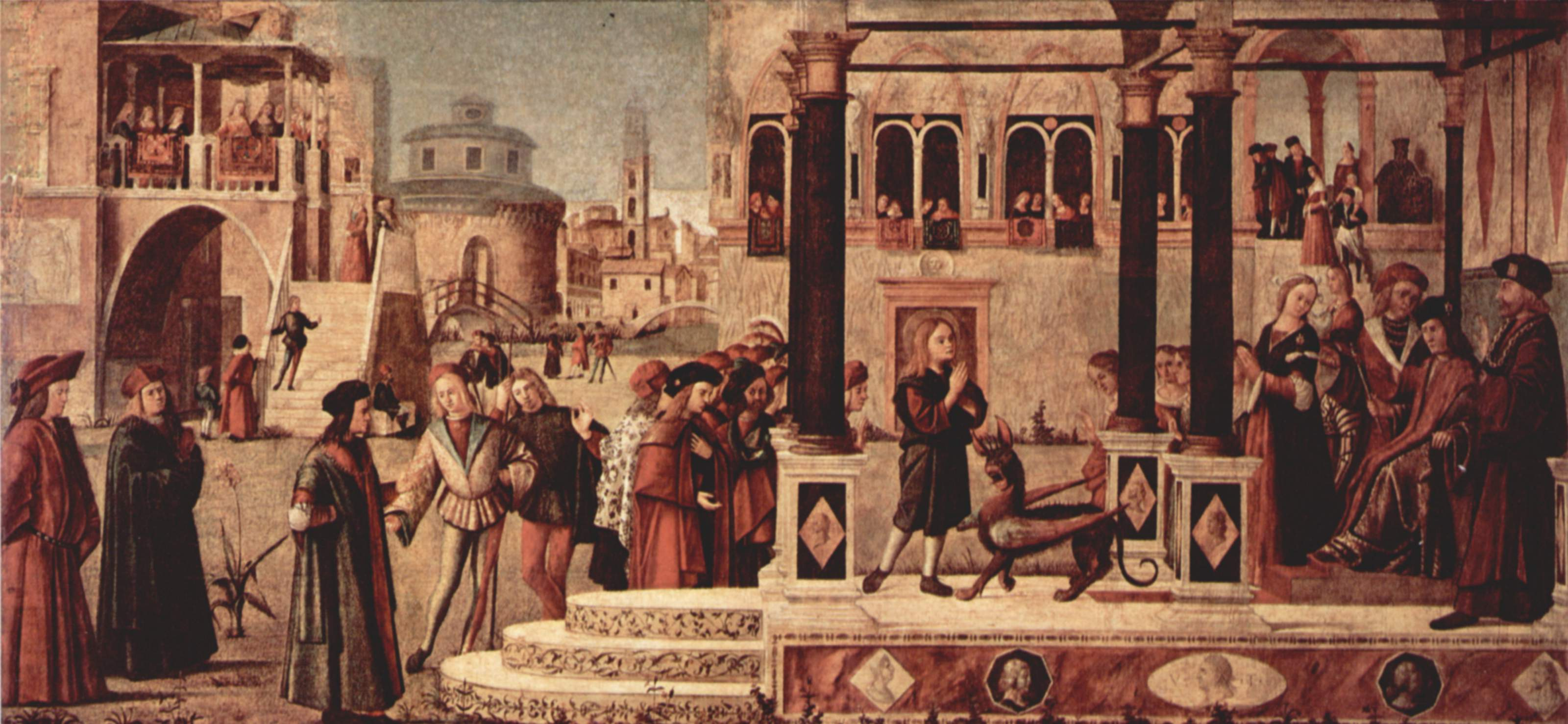
Miracle de saint Tryphon
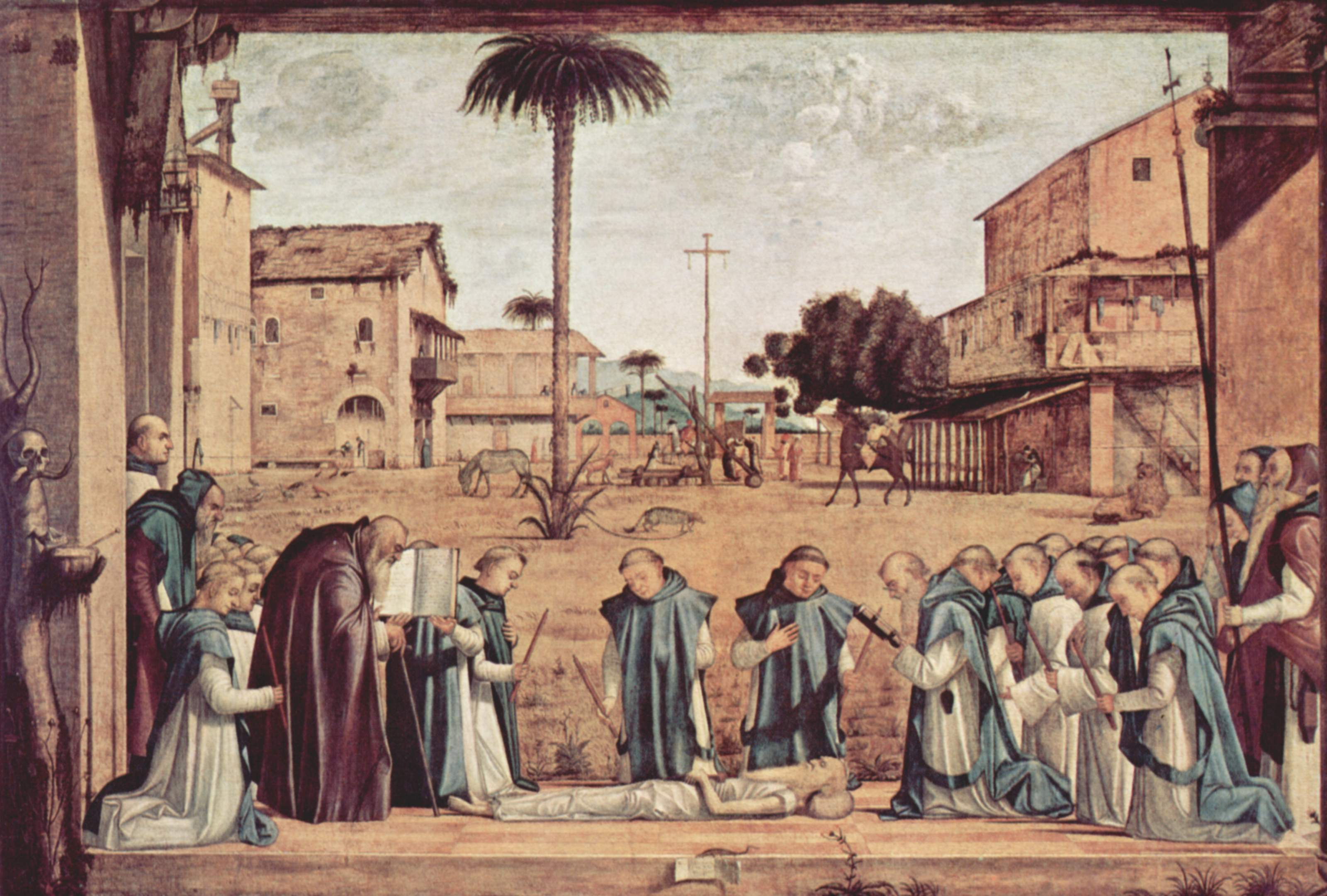
Les Funérailles de saint Jérôme,
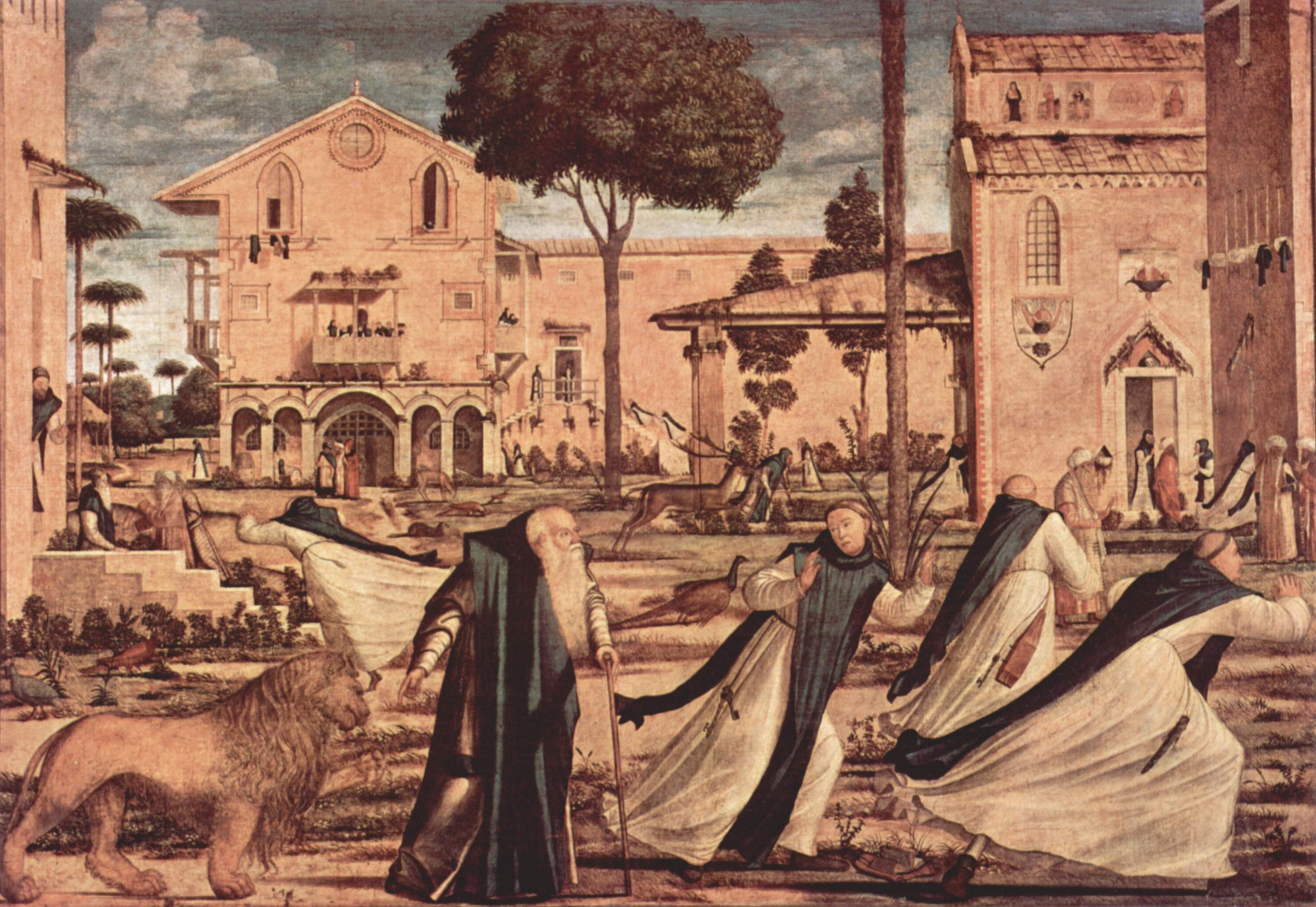
Saint Jérôme conduisant au monastère le lion blessé
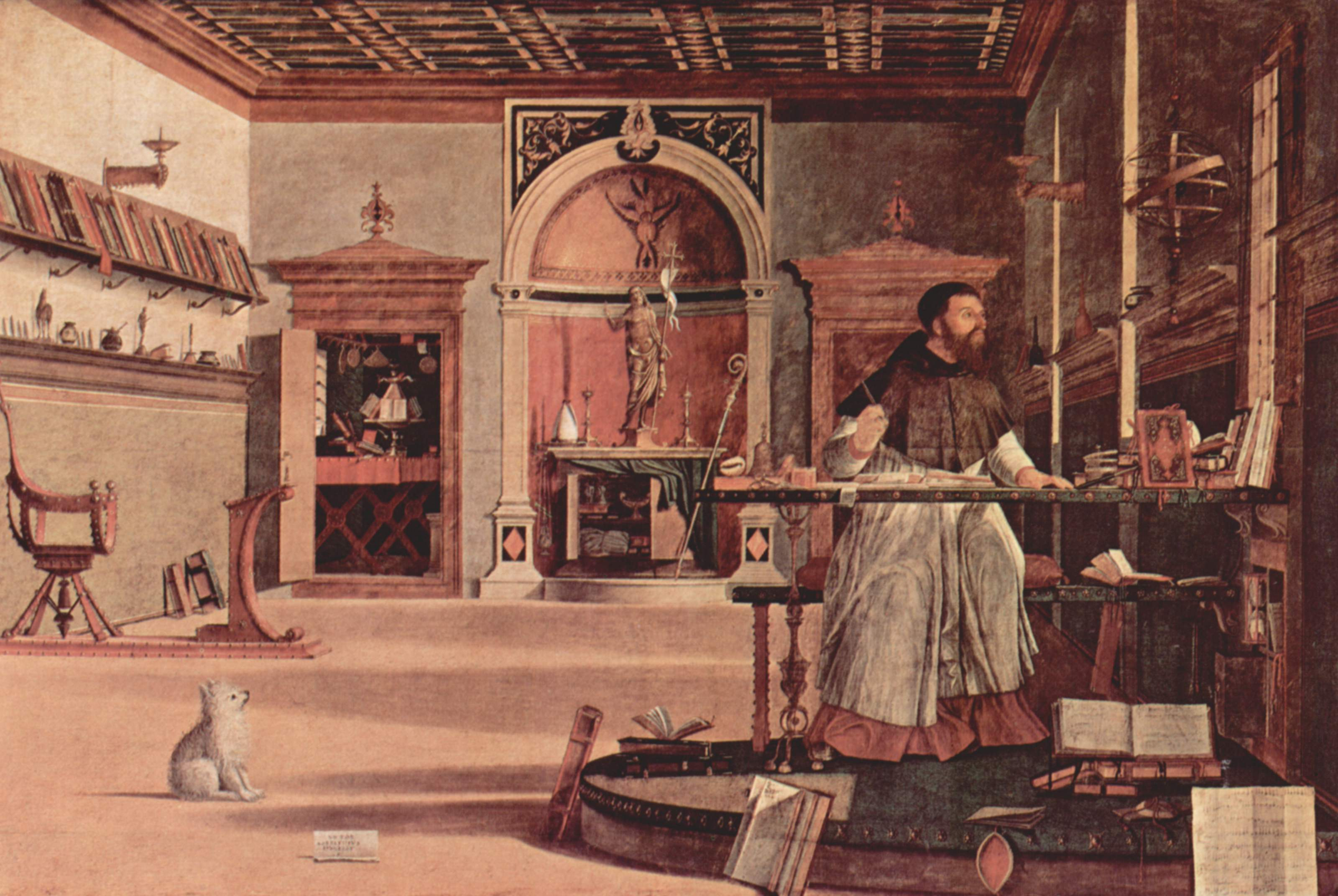
La Vision de saint Augustin